# George Porter
George Porter, barón Porter de Luddenham, OM, FRS (Stainforth, Inglaterra; 6 de diciembre de 1920-Canterbury, Inglaterra; 31 de agosto de 2002), fue un químico y profesor de universidad galardonado con el Premio Nobel de Química del año 1967.

## Biografía
Nació el 6 de diciembre de 1920 en Stainforth (condado de Yorkshire). Su primera educación fue en las escuelas primarias y de gramática locales y en 1938 fue, como Ackroyd Scholar, a la Universidad de Leeds. Su interés por la química física y la cinética química creció durante su último año allí y se inspiró en gran medida en la enseñanza de M.G. Evans. Durante su último año de estudios, realizó un curso especial de radiofísica y, más tarde, se convirtió en oficial de la Real Sección Especial de la Reserva Naval de Voluntarios, dedicada al radar. La formación que recibió en electrónica y técnicas de pulso le fue útil más tarde para sugerir nuevos enfoques a los problemas químicos.
A principios de 1945, fue a Cambridge para trabajar como estudiante de investigación de postgrado con el profesor R.G.W. Norrish. Su primer problema consistió en el estudio, mediante técnicas de flujo, de los radicales libres producidos en reacciones fotoquímicas gaseosas. La idea de utilizar pulsos cortos de luz, de duración inferior a la vida de los radicales libres, se le ocurrió aproximadamente un año después. A principios del verano de 1947 comenzó a construir un aparato para este fin y, junto con Norrish, lo aplicó al estudio de los radicales libres gaseosos y a la combustión. Su colaboración continuó hasta 1954, cuando Porter abandonó Cambridge.
Realizó sus estudios de química en la Universidad de Leeds donde se licenció. Durante la Segunda Guerra Mundial se alista a la Marina Real británica como voluntario y al terminar esta estuvo ayudando a Ronald Norrish de la Universidad de Cambridge. Posteriormente trabaja como profesor en la Universidad de Sheffield y como canciller de la Universidad de Leicester entre 1984 y 1995.
Miembro de la Royal Society de Londres, de la que fue presidente entre 1985 y 1990. En 1972 recibe la Orden del Imperio Británico de manos de la reina Isabel II del Reino Unido; en 1989 le fue concedida la Orden del mérito, en 2002 se traslada a su residencia de Canterbury, situada en el condado de Kent.

## Investigación científica
Inicia su carrera científica al lado de Ronald Norrish, realizando estudios sobre las reacciones químicas que se realizan a gran velocidad. Realizó trabajos sobre las partículas de clorina y el equilibrio entre átomos y moléculas.
En 1967 fue galardonado con el Premio Nobel de Química «por sus investigaciones sobre las reacciones químicas extremadamente rápidas, que son causadas por destrucción del equilibrio debido a un corto impulso energético», premio que comparte con el británico Ronald Norrish y el alemán Manfred Eigen.